# Tholera ferruginea
Tholera ferruginea là một loài bướm đêm trong họ Noctuidae.